# Precious (band)
Precious was een Britse meidengroep. De leden waren Louise Rose, Anya Lahiri, Sophie McDonnell, Kalli Clark-Sternberg en Jenny Frost. 
De groep werd opgericht eind 1998 door de vriendinnen Sophie McDonnell en Jenny Frost. Via audities kwamen de andere leden bij de groep. Louise Rose zou de hoofdzangeres worden. De dames schreven zich in voor de Great British Song Contest met het lied Say it again. Ze wonnen en mochten zo naar het Eurovisiesongfestival 1999 in Jeruzalem. Het lied was een grote hit in eigen land en haalde de 6e plaats van de hitparades. In Jeruzalem ging het hun minder voor de wind want daar eindigden ze 12e. 
Daarna werkten de meisjes aan een album en een jaar later brachten ze een nieuwe single Rewind uit, die 11de stond in de hitparade. Eind 2000 werd de groep opgedoekt en ging ieder haar eigen weg. Sophie McDonnell werd presentatrice voor een kindershow op de BBC, Anya Lahiri keerde terug naar haar modellencarrière en later acteercarrière. Het meeste succes was weggelegd voor Jenny Frost die Kerry Katona verving bij Atomic Kitten.
1957: Patricia Bredin · 
1959: Pearl Carr & Teddy Johnson · 
1960: Bryan Johnson · 
1961: The Allisons · 
1962: Ronnie Carroll · 
1963: Ronnie Carroll · 
1964: Matt Monro · 
1965: Kathy Kirby · 
1966: Kenneth McKellar · 
1967: Sandie Shaw · 
1968: Cliff Richard · 
1969: Lulu · 
1970: Mary Hopkin · 
1971: Clodagh Rodgers · 
1972: The New Seekers · 
1973: Cliff Richard · 
1974: Olivia Newton-John · 
1975: The Shadows · 
1976: Brotherhood of Man · 
1977: Lynsey de Paul & Mike Moran · 
1978: Co-Co · 
1979: Black Lace · 
1980: Prima Donna · 
1981: Bucks Fizz · 
1982: Bardo · 
1983: Sweet Dreams · 
1984: Belle & The Devotions · 
1985: Vikki Watson · 
1986: Ryder · 
1987: Rikki · 
1988: Scott Fitzgerald · 
1989: Live Report · 
1990: Emma · 
1991: Samantha Janus · 
1992: Michael Ball · 
1993: Sonia · 
1994: Frances Ruffelle · 
1995: Love City Groove · 
1996: Gina G · 
1997: Katrina & the Waves · 
1998: Imaani · 
1999: Precious · 
2000: Nicki French · 
2001: Lindsay Dracass · 
2002: Jessica Garlick · 
2003: Jemini · 
2004: James Fox · 
2005: Javine Hylton · 
2006: Daz Sampson · 
2007: Scooch · 
2008: Andy Abraham · 
2009: Jade Ewen · 
2010: Josh Dubovie · 
2011: Blue · 
2012: Engelbert Humperdinck · 
2013: Bonnie Tyler · 
2014: Molly · 
2015: Electro Velvet · 
2016: Joe & Jake · 
2017: Lucie Jones · 
2018: SuRie · 
2019: Michael Rice · 
2021: James Newman ·
2022: Sam Ryder ·
2023: Mae Muller ·
2024: Olly Alexander ·
2025: Remember Monday